# Орех маньчжурский
Оре́х маньчжу́рский, или Орех думбе́йский (лат. Júglans mandshúrica), — вид листопадных однодомных деревьев рода Орех семейства Ореховые (Juglandaceae).

## Ботаническое описание
Высота растений достигает 25—28 м. Ствол ровный, прямой, с раскидистой или широкоокруглой ажурной кроной, напоминающей крону некоторых видов пальм. Диаметр ствола достигает 60—75 см, иногда — 100 см. Кора тёмно-серая, побеги опушённые, желтовато-коричневые.
Корневая система мощная, с глубоким стержневым и хорошо развитыми, неглубоко залегающими боковыми корнями.
Листья на черешках длиной 5—23 см, очерёдные, сложные, непарноперистые, длиной до 40—90 см (реже до 125 см), с 7—19 продолговато-эллиптическими пильчатыми листочками размером 6—17 см в длину и 2—7 см в ширину. Листовая пластинка зубчатая, редко мелкозубчатая, вершина её заострённая, абаксиальная (нижняя) сторона опушённая.
Цветки мелкие, однополые, появляются одновременно с распусканием листьев. Тычиночные цветки в длинных повисающих серёжках, пестичные — по 3—10 на концах побегов. Цветёт в апреле — мае.
Плоды костянковидные овальные, напоминают грецкий орех, но мельче (3—7,5 см) и имеют очень толстую зелёную или буроватую скорлупу. Ядро семени маслянистое, по массе составляет 15—19 % от массы эндокарпа, извлекается с трудом, съедобно. Плоды созревают в августе — октябре и быстро опадают на землю целиком с раскрывшемся околоплодником. Околоплодник зелёный, при созревании буреющий, сильно опушённый, легко отделяющийся от ореха, липкий от желёзистых волосков. Дерево вступает в пору плодоношения в возрасте четырёх — восьми лет (в культуре — в 12—15 лет).
Число хромосом 2n = 32.
Живёт до 250 лет. До 80—90 лет растёт быстро, затем рост приостанавливается.
| |  |  |  |
| Слева направо: пестичные цветки, плоды (иллюстрация из работы К. И. Максимовича Diagnoses des nouvelles plantes du Japon et de la Mandjourie, 1873), плоды в околоплодниках и листья, часть листа |  |  |  |

## Распространение

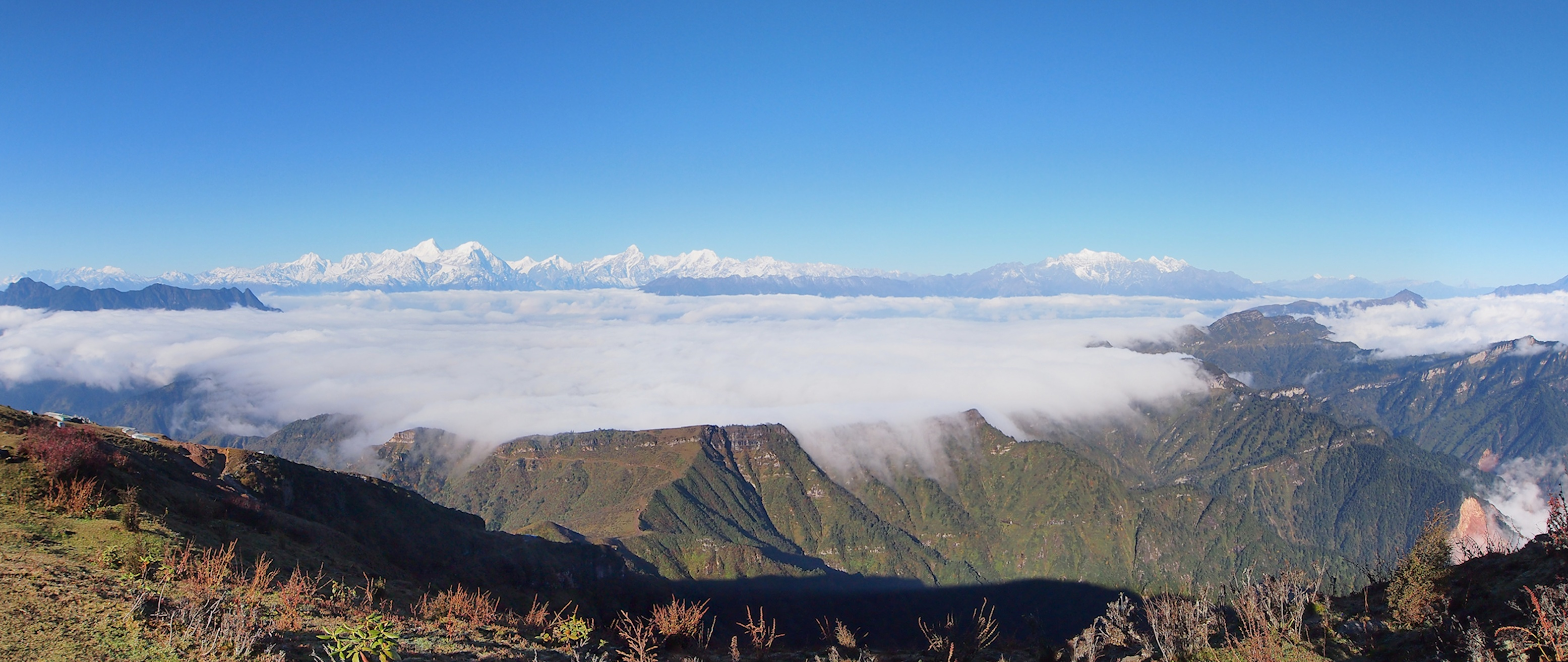
Восточные хребты Сино-Тибетских гор

Естественный ареал вида: Дальний Восток России (Приморье и Приамурье), Китай, Тайвань, а также Корейский полуостров.
Название Juglans cathayensis Dode было включено в синонимику ореха маньчжурского, в связи с чем ареал последнего был расширен до субтропиков Китая. Юго-западная граница ареала огибает по восточным хребтам внутренние районы Сино-Тибетских гор. Местообитания ореха маньчжурского вновь появляются на юго-западе этой горной системы, достигая восточного склона хребта Гаолигуншань. Северная граница ареала ореха маньчжурского примерно соответствует южной границе естественного ареала сосны обыкновенной, проходя, в том числе, по окрестностям Благовещенска и Троицкого.
Области исконного произрастания маньчжурского и грецкого орехов пересекаются или, напротив, не пересекаются друг с другом из-за спорности естественного ареала грецкого ореха к востоку от Тянь-Шаня и Гималаев.

## Экология

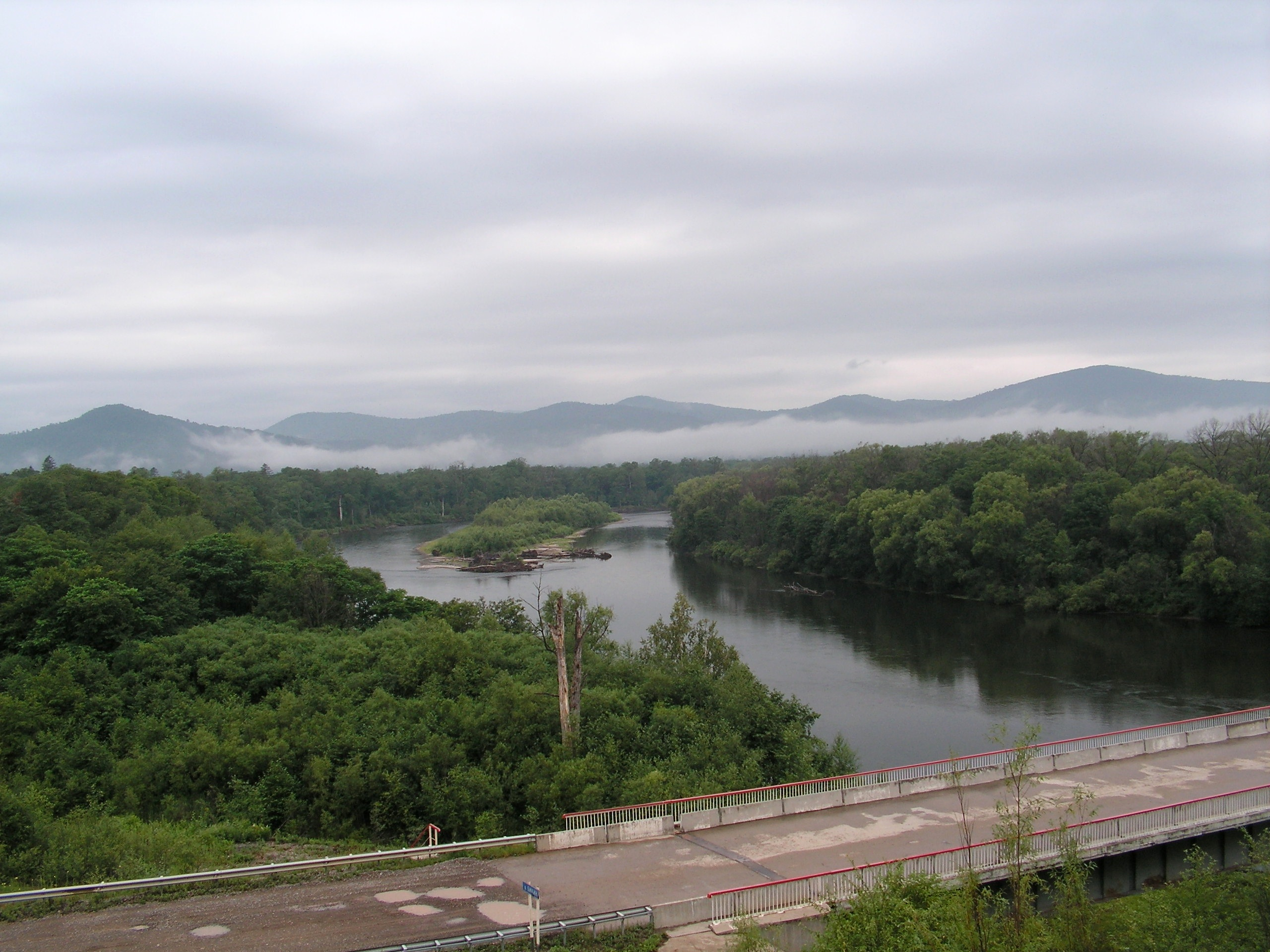
Долина реки Бикин

Растёт в смешанных и лиственных лесах по долинам рек и ручьёв. Реже встречается на горных склонах, взбираясь до высоты 550 м над уровнем моря в России и 2800 м в Китае.
В долинах горных рек орех маньчжурский образует древостои с собственным преобладанием или распространён в лесах, состоящих из корейского кедра, пихты цельнолистной, видов ясеня, вяза японского, лапины (Pterocarya macroptera), багрянника японского, тетрацентрона китайского и давидии. К сопутствующим деревьям относятся виды липы, берёзы и тополя, конский каштан (Aesculus chinensis), калопанакс, бархат амурский и тетрадиум Даниэля, эуптелея многосемянная и лещина китайская. Лесам присущи теневыносливые виды клёна, сливы (черёмухи), граба и кизил спорный. Помимо них растут магнолия Шпренгера, катальпа Бунге, сирень амурская, конфетное дерево, дзельква пильчатая, маакия амурская и кладрастис китайский. В просветах попадаются яблони с мелкими плодами (маньчжурская, хубэйская) и груша уссурийская. Подлесок в долинах сложен лещиной, элеутерококком, жимолостью, калиной и линдерой туполопастной. Кроме того, встречаются гортензия шершавая, чубушник тонколистный, декенея, мелиосма, клекачка и бузина. Травяной покров состоит из папоротников, крапивных, ариземы, бегонии (Begonia grandis), триллиума, осоки, недотроги, кислицы и других растений. Некоторые травы достигают человеческого роста, например собранный в ореховых лесах кардиокринум гигантский. Леса превращают в дремучие чащи вьющиеся по деревьям виноград, лимонник, актинидия, кирказон маньчжурский, хольбелия и древогубец, а тладианта сомнительная, выйдя за их пределы, становится злостным сорняком.
В сосново-дубовых лесах солнечных склонов Циньлина малочисленные орехи делят экологические ниши с лаковым деревом, шелковицей белой, туной китайской и каштаном Сегю. Пространственные ассоциации в этих лесах выражаются так: (Quercus aliena + сосна Армана) − сосна китайская. Сосна Армана близка к корейскому кедру. Единичные экземпляры ореха видели на крутых склонах Дабашаня, рядом с покрытыми самшитом известняковыми скалами, где они примешивались к туе, торрее, вечнозелёным дубам (Quercus oxyodon…), буку Энглера и грабу.
Орехи — ценный корм для диких кабанов, белогрудых медведей, белок и других зверей. Пятнистые олени едят сочные листья этого вида деревьев.
Зимостоек, переносит морозы по крайней мере до −45 °С (например, удовлетворительно растёт на юге Красноярского края, в Кузбассе, на Алтае, а также на территории Северной Америки — в Эдмонтоне, Альберта, Канада). Однако в средней полосе России молодые побеги могут серьёзно страдать от весенних заморозков. Хотя в московском лесопарке «Серебряный бор» больше 30 лет прекрасно растут десятки деревьев, успешно саморазмножаясь, в чём заслуга местных белок. В случае их вымерзания новые побеги возобновляют рост из спящих почек в середине июня. Светолюбив, но может расти и в тени. Предпочитает плодородные увлажнённые, рыхлые почвы, чувствителен к недостатку почвенной и атмосферной влаги.
По данным Л. В. Любарского и Л. Н. Васильевой, на орехе маньчжурском найдены следующие дереворазрушающие грибы: трутовик серно-жёлтый, трутовик ложный, пеллопорус скаурус, трутовик чешуйчатый, лейкофеллинус ирпексовидный, чешуйчатка золотистая, чешуйчатка промежуточная.

## Значение и применение

### Древесина

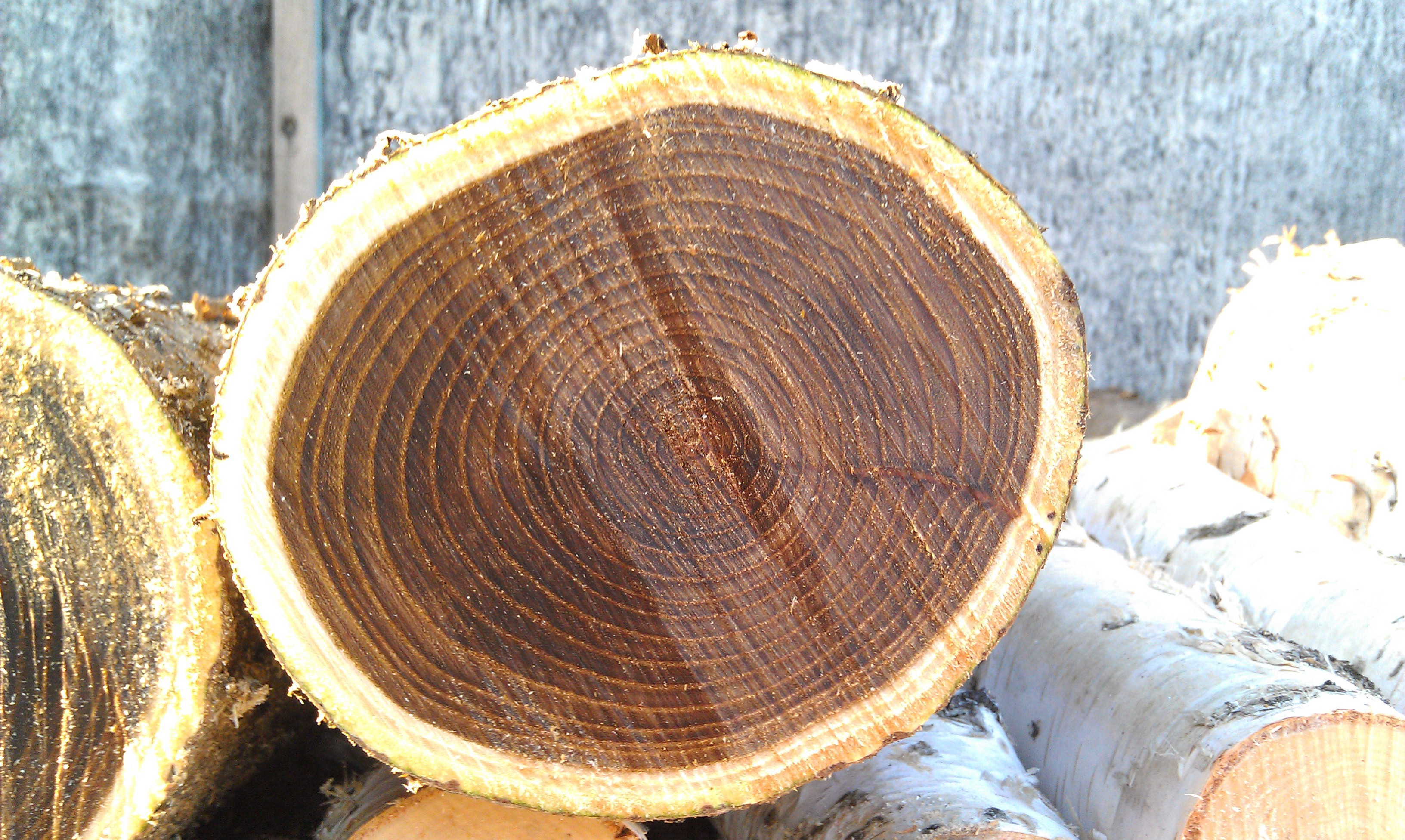
Спил маньчжурского ореха

Ядровая, с серовато-жёлтой заболонью и серо-коричневым ядром, с отчётливо заметными годичными слоями, очень узкими сердцевинными лучами и красивой текстурой. Обладает средней прочностью и твёрдостью. В сухом состоянии сравнительно лёгкая (объёмная масса — около 0,6), хорошо сушится, легко колется, отлично обрабатывается и полируется. Сходна с древесиной бархата амурского и кедра, но уступает древесине ореха грецкого и черного, несколько превосходит древесину ореха серого. Используется для изготовления мебели, столярных изделий, ценной фанеры и облицовочного шпона, деталей музыкальных инструментов, прикладов (лож) охотничьих ружей, токарных и резных изделий. Капов орех маньчжурский не образует, но в прикорневой части и корнях его древесина обладает причудливой свилеватостью слоёв и пригодна для токарных и резных поделок — изящных шкатулок, письменных приборов, портсигаров и различных сувениров.
Основные пороки древесины — гниль, заросшие сучья и трещины от морозобоин. Гниль чаще вызывается ложным трутовиком и распространяется обычно только в пределах кроны, а остальная часть ствола остаётся здоровой. Трещины бывают в основном в нижней части ствола.

### Скорлупа, орех, оболочка, ядро

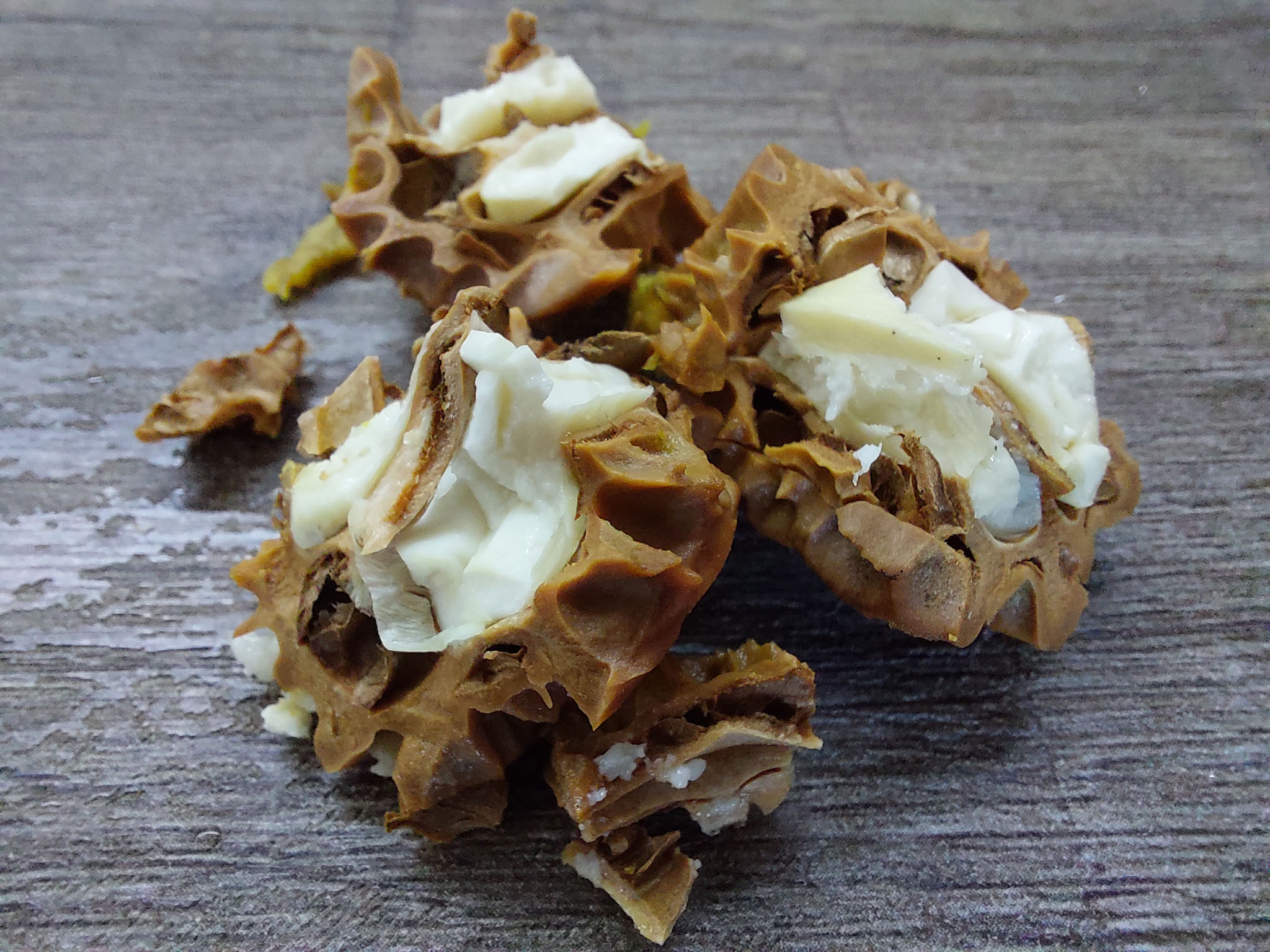
Расколотый орех

Кора, листья и мясистые оболочки плодов содержат около 14 % таннидов, а оболочки и молодые листья, кроме того, — эфирное масло, гумми, спирты и другие вещества. Из оболочек плодов можно получать стойкий тёмно-коричневый краситель для окрашивания тканей и протравливания берёзовой и другой светлой древесины перед лакировкой. Листья, подобно нафталину, предохраняют меховые и шерстяные изделия от моли. Твёрдая скорлупа ореха пригодна для изготовления чёрной краски и туши. Весенний сок дерева содержит 2—3 % сахара, ядра орехов — до 55 % масла, около 20 % белка, свыше 15 % углеводов и витамины. По питательности и вкусовым качествам они не уступают грецкому ореху. Их используют для кондитерских изделий и употребляют в пищу в свежем виде. Из незрелых плодов, после их длительного вымачивания, можно готовить варенье.
Благодаря полезным свойствам маньчжурский орех используется в народной медицине.

### Другое применение
Орех маньчжурский — декоративная и ценная мелиоративная порода. Его следует использовать для аллейных и групповых посадок в парках, садах и на бульварах, а также при овраго- и берегоукрепительных и горнооблесительных работах, в полезащитных и придорожных полосах. Может расти почти повсеместно южнее линии Советская Гавань — Комсомольск-на-Амуре — Иркутск — Красноярск — Новосибирск — Тюмень — Екатеринбург — Санкт-Петербург.
Пыльценос. Хорошо посещается пчёлами. Однако если в радиусе продуктивности лёта пчёл растут другие медоносные растения, посещаемость резко сокращается.
Поедается скотом очень плохо. Отмечено, что при поедании скотом удои снижаются и даже прекращаются, а мясо приобретает неприятный запах.

## Таксономия
Синонимы:
- Juglans cathayensis Dode
- Juglans cathayensis var. formosana (Hayata) A.M.Lu & R.H.Chang
- Juglans collapsa Dode
- Juglans draconis Dode
- Juglans formosana Hayata
- Juglans stenocarpa Maxim.